# Municipio de Rice Lake (Minnesota)
El municipio de Rice Lake (en inglés: Rice Lake Township) es un municipio ubicado en el condado de St. Louis en el estado estadounidense de Minnesota. En el año 2010 tenía una población de 4095 habitantes y una densidad poblacional de 47,24 personas por km².

## Geografía
El municipio de Rice Lake se encuentra ubicado en las coordenadas 46°53′54″N 92°6′51″O / 46.89833, -92.11417. Según la Oficina del Censo de los Estados Unidos, el municipio tiene una superficie total de 86.69 km², de la cual 83.93 km² corresponden a tierra firme y (3.18%) 2.76 km² es agua.

## Demografía
Según el censo de 2010, había 4095 personas residiendo en el municipio de Rice Lake. La densidad de población era de 47,24 hab./km². De los 4095 habitantes, el municipio de Rice Lake estaba compuesto por el 96.73% blancos, el 0.46% eran afroamericanos, el 0.9% eran amerindios, el 0.46% eran asiáticos, el 0.02% eran isleños del Pacífico, el 0.24% eran de otras razas y el 1.17% pertenecían a dos o más razas. Del total de la población el 0.61% eran hispanos o latinos de cualquier raza.